# Betty Brant
Elizabeth "Betty" Brant es un personaje ficticio que aparece en los cómics estadounidenses publicados por Marvel Comics, generalmente en historias protagonizadas por el superhéroe Spider-Man. Es una secretaria personal (y más tarde periodista) que trabaja para J. Jonah Jameson en el Daily Bugle,actuando como un personaje secundario y enamorada de Peter Parker. Más tarde se convierte en la novia de Flash Thompson/Agente Venom, casándose más tarde con Ned Leeds/Hobgoblin.
Desde su creación, el personaje ha aparecido en varias adaptaciones de los medios, como largometrajes, series de televisión y videojuegos. Por ejemplo, ha sido interpretada por Elizabeth Banks en la trilogía de Spider-Man de Sam Raimi y por Angourie Rice como una versión adolescente en las películas del Universo cinematográfico de Marvel Spider-Man: Homecoming (2017), Spider-Man: Lejos de casa (2019) y Spider-Man: No Way Home (2021) en su cameo.

## Historial de publicaciones
Creado por el escritor Stan Lee y el artista Steve Ditko, apareció por primera vez en The Amazing Spider-Man # 4 (septiembre de 1963).

## Historia
Betty Brant nació en Filadelfia, Pensilvania. Su madre había sido originalmente la "Chica Viernes" del Daily Bugle con el editor J. Jonah Jameson, y Betty abandonado la escuela secundaria para convertirse en la secretaria de Jameson en el Daily Bugle. Como el primer amor de Peter Parker, ella lo conoció cuando se convirtió en un fotógrafo independiente para el Bugle.Después de que habían sido atacados por el Buitre, Peter ya se había dado cuenta de su atracción a Betty, y se quedó impresionado cuando ella se levantó para Jameson sobre la publicación de artículos difamando contra Spider-Man. Ellos comenzaron a salir poco después, cuando Betty estaba impresionada por la amabilidad de Parker en el cuidado de su enferma Tía May.
Su trabajo como secretaria en el Bugle fue tomada para ayudar a su hermano abogado, Bennett Brant en devolver sus deudas de juego, que había adquirido tratando de pagar las facturas médicas de su madre. Bennett había hecho amistad con el novio de Betty llamado entonces, Gordon Savinski. Gordon fue en muchas actividades ilegales y Bennett finalmente asumió una deuda de juego que no podía pagar a un gánster llamado Blackie Gaxton. Los matones de Blackie van en busca de Bennett y llegaron a la casa de la familia Brant, y la madre de Betty salió fuera "en el camino" y fue golpeada violentamente en una mesa de café, lo que resulta en un permanente daño cerebral.
Con la ayuda del Doctor Octopus, Blackie Gaxton secuestrando tanto a Bennett y Betty como un seguro contra cualquier persona impidiéndole salir del país. Bennett fue cruzado doble cuando Glaxton se negó a liberarlo de sus deudas y fue fatalmente baleado durante una refriega entre la banda de Glaxton, el Doctor Octopus y Spider-Man. Betty culpó a Spider-Man por la muerte de su hermano y le dijo a Spider-Man que no quería volver a verlo. Sin embargo el romance floreciente entre Betty y Peter continuó, pero fue interrumpida, cuando Betty temía que Peter se preocupaba más por su compañera Liz Allan. Este malentendido llevó a su relación, finalmente llegando a su fin.

### Ned Leeds
Poco después de que Peter y Betty rompieran, ella comenzó a salir con su compañero y reportero empleado del Daily Bugle, Ned Leeds. A pesar de que pronto se fue a Europa, se mantuvieron en contacto, escribiendo cada otra carta con regularidad. A su regreso, comenzaron a salir de nuevo, y Leeds finalmente propuso a Betty. No había señales de que Betty aún amaba a Peter y él hizo todo lo posible para alejarse de ella por su propio bien. Con el tiempo se aceptó la propuesta del matrimonio con Leeds.
Después de su compromiso, J. Jonah Jameson lanzó una fiesta de compromiso en su ático y su boda poco después. Su día de la boda no todo fue sencillo como un criminal disfrazado llamado Mirage decidió robar a todos los invitados a los mejores bodas en ese día. Afortunadamente Spider-Man intervino y Mirage fue capturado fácilmente. Se casaron y con Mary Jane Watson que sirvió como dama de honor de Betty.
Poco después de su boda, Jameson envió tanto a Betty y a Ned fuera a París, Francia, en una luna de miel todos los gastos pagados del trabajo. Betty pronto comenzó a notar el cambio en Ned ya que se convirtió adicto al trabajo. Se sentía como un extraño total, mientras que allí, ni siquiera es capaz de hablar francés y mientras Ned cubierto una insurrección en Chipre, voló de vuelta a Nueva York esperaba a los brazos de consuelo de Peter. Después de descubrir la desaparición de Betty, Ned volvió rápidamente a Nueva York y se enfrentó a Peter y Betty. Ned le dijo a Peter para tomar sus manos de su esposa y le dio un puñetazo en la mandíbula y trató de obligar a Peter no volver a verla de nuevo. Después de haber sido plantado por Mary Jane, Peter le dijo entonces que no quería volver a ver a ninguno de ellos de nuevo y que solo estaba interesado en hacer a Betty que Mary Jane celosa usando estos comentarios con la esperanza de que esto traería a Ned y Betty estando juntos de nuevo.
Después de eso, el villano Sin-Eater marca a Betty para la muerte, pero ella se escapa de su intento de asesinato.
El reportaje de investigación de Ned, trajo una increíble tensión en el matrimonio de los Leeds. Las siguientes pistas sobre el misterioso nuevo villano (que había labrado a sí mismo en el Duende Verde) llamado Hobgoblin, Leeds fue capturado y hipnotizado a pensar que él era el Hobgoblin. Durante este período, Betty volvió a ser amiga de Flash Thompson, pero él también estaba enmarcado por el verdadero Hobgoblin y en el proceso, Betty vio a Ned vestido como el Duende amenazando a Flash. Su mente ya frágil fue empujado por el borde. Mientras tanto, un mercenario llamado Jason Macendale preguntó al extranjero para obtener información sobre quién era el Hobgoblin y se le dio el nombre de Leeds. Cuando Ned siguió una historia de espionaje a Berlín, bajo hipnosis se vistió como el Hobgoblin y fue asesinado por los hombres del extranjero. Macendale después de pensar el Hobgoblin original, estaba muerto, que luego adoptar la identidad del Hobgoblin por sí mismo.
Betty sufrió una crisis nerviosa después de la noticia de la muerte de Ned por el extranjero, la alcanzó y sufrieron la negación creyendo que todavía estaría vivo. En su estado, un joven reclutador del Culto del Amor fue capaz de persuadir a unirse a su facción bajo un líder llamado el Maestro en la que se programó en su manera. El Maestro resultó ser nada más que un estafador estafar a la gente de sus posesiones. Afortunadamente Flash y Spider-Man cuentan de esto y salvan a Betty, a pesar de que perdió todo lo que tenía y tuvo que tomar la residencia con Flash Thompson. Durante este tiempo, los eventos demoníacas del infierno sucedieron, abrumando a gran parte de la ciudad de Nueva York. Betty y Flash fueron atacados por los duplicados demoníacos de Spider-Man y Ned. Betty superó las barreras físicas y psicológicas y tuvo éxito en la destrucción de los monstruos.
Después de estos tiempos difíciles, regresó a trabajar en el Daily Bugle como secretaria bajo la editora de la ciudad, Kate Cushing. Un gran cambio en Betty se produjo cuando se convirtió en una periodista de investigación que rastreó con éxito por el extranjero y sus asesinos y descubrió la verdadera identidad del Duende que finalmente puso su mente en reposo. Ahora se ha convertido en uno de los mejores periodistas de investigación en el Bugle.

### Deadline
En Deadline, durante su tiempo en el Bugle, se hizo amiga de Kat Farrell y la empujó a hacerse cargo del caso el juez Hart con el fin de conseguir un mejor trabajo en el Bugle. Mantuvo una llave de repuesto al apartamento de Kat en su escritorio, que su compañero reportero, Paul Swanson, utiliza para entrar en el apartamento de Kat en un intento de asustar a su despegue en el caso.

### Brand New Day
En la historia de Brand New Day, Betty se convirtió en una informadora bajo Dexter Bennett después de que Jameson le de un ataque al corazón y obligó a su esposa a vender el Daily Bugle a él, que lo renombró El D.B, y se convirtió en el único del viejo círculo para seguir trabajando en el Bugle. Como Dexter estaba tratando de eludir a Betty y hacerla su "Luna nueva" de nuevo, Peter cae indicios de una relación familiar falsa entre Betty y el fallecido actor Marlon Brando, reforzando su posición en el ojo de Bennett como reportero de chismes.
Recientemente, celebró su cumpleaños y le preguntó a Peter para organizar a sus amigos a venir para una cena, pero debido a su trabajo en la nueva base de datos, nadie se siente como hacerse amigo de ella. De hecho, sólo Peter se presentó en su cumpleaños, porque era el único de sus amigos que no estaba enfadado con ella. Inicialmente, Betty estaba furiosa con Peter, con rabia lo acusa de arruinar su noche hasta que le dice la verdad. Es triste, pero él le asegura que todo el mundo la perdonará pronto. Betty se da cuenta de que Peter es realmente su mejor amigo.
Después de la destrucción del DB, se llegó a crear un blog exitoso periodismo; ella está visto por última vez con haber llegado con Flash de nuevo juntos.

## Otras versiones

### Ultimate Marvel
En el universo de Ultimate Marvel, Betty Brant vuelve a ser la leal secretaria de J. Jonah Jameson en el Daily Bugle. Ella es una mujer testaruda, tratando de sobrevivir en la vida y divertirse tanto en las citas como pueda. Esta versión tiene una personalidad considerablemente diferente ya que llega a hacer apuestas sobre la muerte de compañeros de trabajo desaparecidos. También le falta el peinado de bob marrón de su contraparte principal y en su lugar lucía un cabello largo y negro (pero su diseño no era concreto al principio de la serie). Se enfureció al tratar de construir el sitio web de Bugle al cual Peter Parker se hizo cargo y consiguió su trabajo en el Bugle como diseñador web.
Jameson rechaza su pedido de averiguar más acerca de la desaparición de Nick Fury, alegando que una breve aventura amorosa con Kraven el Cazador antes de su arresto demuestra que ella es incapaz de realizar ningún trabajo de reportaje más allá de cubrir desfiles universitarios de moda. Algún tiempo después de la muerte original de Spider-Man, Betty más tarde obtiene las imágenes del nuevo Spider-Man detener a algunos asaltantes y se lo presenta a Jameson. La historia de un nuevo Spider-Man es noticia. Posteriormente, Venom mata a Betty después de tratar de exponer la identidad del nuevo Spider-Man.

### ¿Y si...?
En "¿Y si la araña radiactiva hubiera mordido a otra persona?", Betty es una de las tres candidatas, junto con Flash Thompson y John Jameson, quien es mordido por la araña radioactiva que le dio poderes a Spider-Man. Después de confiar en Peter, y con su ayuda, ella comienza a luchar contra el crimen bajo el nombre de "The Amazing Spider-Girl", con una máscara similar a la de Spider-Man, pero con un disfraz muy diferente. Una vez, ella no puede detener a cierto ladrón, quien posteriormente asesina al tío de Peter, Ben.. La conmoción por las consecuencias de su fracaso hace que Betty renuncie a su identidad de Spider-Girl, aunque Peter retoma la identidad de Spider-Man más tarde al recrear e ingerir sintéticamente el veneno de araña irradiado. Esta encarnación también aparece en Spider-Verse.

### Marvel Noir
En el universo de Marvel Noir, Betty Brant vuelve a ser representada como la secretaria personal de J. Jonah Jameson en el Daily Bugle.

### Spider-Gwen
En la realidad alternativa donde Gwen Stacy es Spider-Woman, Brant es la bajista de la banda de rock de la secundaria Mary Janes. De los cuatro músicos (Mary Jane, Glory Grant y Gwen Stacy), ella muestra un mayor interés en el death metal y en temas más oscuros como el terror. Ella tiene un gato llamado Murderface.

## En otros medios

### Televisión
- El personaje ha aparecido en la década de 1960 en la serie animada Spider-Man, con voz de Peg Dixon.[32] Era un prominente personaje de apoyo a la manera de Lois Lane en la franquicia de Superman, siendo capturada por villanos como Parafino y tratando de apoyar a Peter Parker o Spider-Man cuando J. Jonah Jameson lo critica.
- Betty Brant aparece en la década de 1980 en Las nuevas aventuras de Spider-Man, con voz de Mona Marshall.[32]
- Betty Brant aparece en The Spectacular Spider-Man, con la voz de Grey DeLisle.[32] En esta versión es de unos veinte años de edad y es la secretaria de J. Jonah Jameson en el Daily Bugle. A pesar de su edad de dieciséis años, Peter Parker le pregunta si quiere salir con él y continúa después de su negativa inicial. Con el tiempo casi accede hasta que la Tía May se reúne con ella y explica que no creía que fuera apropiado. En un episodio posterior, Ned Leeds también le pide salir en una cita.
- Betty Brant aparece en Los Vengadores: Los héroes más poderosos de la Tierra, en el episodio "La hora de la araña", interpretada una vez más por Grey DeLisle.[32] Es una reportera del Daily Bugle enviada con Peter Parker por J. Jonah Jameson para entrevistar al Capitán América sobre su participación en la reciente invasión Skrull con el fin de limpiar su nombre. Durante la entrevista, el transporte de prisioneros que el Capitán América está supervisando es atacado por la Sociedad de la Serpiente con el fin de rescatar a Viper y Cobra.
- Betty Brant aparece en la serie de 2017 Spider-Man.[33] Se la ve por primera vez en el episodio "Take Two", cuando J. Jonah Jameson le da un cheque a Peter Parker después de obtener la grabación para el Daily Bugle de Spider-Man peleando contra el Wild Pack.

### Cine
- Betty Brant aparece como un personaje secundario, interpretada por Elizabeth Banks, en Spider-Man (2002) y continúa reapareciendo en sus secuelas, Spider-Man 2 (2004) y Spider-Man 3 (2007). Como una miembro del personal del Daily Bugle y secretaria de J. Jonah Jameson, Betty aparece generalmente pasando mensajes a Jonah Jameson o recibiendo órdenes concisas de él. Mientras que ella nunca sale con Peter Parker, una atracción sutil hacia él se puede comprobar en las dos primeras películas. En Spider-Man 3, Betty parece haber encontrado una manera de darle su merecido a su jefe, al ser encargada por su esposa que le recuerde tomar sus numerosos medicamentos, lo que lo hace a efecto cómico a través un timbre de intercomunicación en voz alta; después, Eddie Brock Jr. coquetea con ella (con el que no quiere tener nada que ver) y Peter Parker hace lo mismo luego de ser infestado por el simbionte, sólo para ser interrumpida por Jameson, quien dice: "¡Eso no es para lo que la contraté!". Elizabeth Banks dijo que primero realizó una prueba para el papel de Mary Jane Watson antes de tomar el papel de Betty Brant.[34][35]
- La encarnación de Spider-Gwen de Betty Brant aparece en Spider-Man: Across the Spider-Verse (2023), con la voz de Antonia Lentini. Además, Betty Brant/Spider-Girl de los cómics What If hace un cameo sin hablar como miembro de la Spider-Society.[36]

### Universo Cinematográfico de Marvel
Angourie Rice interpreta a Betty Brant en las películas del Universo Cinematográfico de Marvel. Esta versión del personaje es una adolescente y, en términos de apariencia, tiene una sorprendente similitud con Gwen Stacy, ya que tiene el pelo largo y rubio y suele llevar una banda negra.
- - El personaje hizo su debut en Spider-Man: Homecoming (2017).[38] Ella es una estudiante de la Midtown Science High School, y también es la mejor amiga de Liz Allan. Betty presenta el informe de noticias de la escuela junto con Jason Ionello, a quien decepciona al revelar que ya tiene una cita para el baile de bienvenida. Durante su tiempo como presentadora, Brant había informado sobre las acciones heroicas de Spider-Man, quien la salvó en el Monumento a Washington. Ella se ve al final compartiendo un abrazo de despedida con Liz cuando ésta se va con su madre.
  - En Spider-Man: Lejos de casa (2019), se revela que Brant fue víctima del Blip y tuvo que repetir el año escolar. Más tarde entra en una relación con el mejor amigo de Peter Parker, Ned Leeds, en su viaje de verano a Europa. Durante su viaje, los estudiantes fueron atacados por todos los Elementales, solo para ser salvados por Spider-Man, quien luego descubrió que estos ataques eran en realidad ilusiones que habían sido creadas por Mysterio. Una vez que fueron salvados, Brant y el resto de sus estudiantes regresaron a casa, mientras que ella y Leeds decidieron entonces terminar su relación y permanecer como amigos.[39]
  - Betty Brant regresa en Spider-Man: No Way Home (2021) y en la serie web TheDailyBugle.net (2021–2022) como pasante del sitio web titular, después de conocer la verdadera identidad de Spider-Man como Parker, aunque ella lo defendió, ya que era su amigo.[40]

### Videojuegos
- Betty Brant aparece en el juego de video Spider-Man 2, con voz de Bethany Rhoades.[32]
- Betty Brant aparece en el juego de video Spider-Man 3, con voz de Rachel Kimsey.[32]
- Betty Brant/Spider-Girl de los cómics What If hace un cameo en Spider-Man: Shattered Dimensions.
- Betty Brant/Spider-Girl de los cómics What If aparece como un personaje jugable en Spider-Man Unlimited.